# Nihoa courti
Espèce
Nihoa courti est une espèce d'araignées mygalomorphes de la famille des Barychelidae.

## Distribution
Cette espèce est endémique de Bougainville en Papouasie-Nouvelle-Guinée,. Elle se rencontre vers Itakara.

## Description
Le mâle holotype mesure 13 mm et la femelle paratype 21 mm

## Étymologie
Cette espèce est nommée en l'honneur de David J. Court.

## Publication originale
- Raven, 1994 : Mygalomorph spiders of the Barychelidae in Australia and the Western Pacific. Memoirs of the Queensland Museum, vol. 35, no 2, p. 291-706 (texte intégral).